# شکار توفان

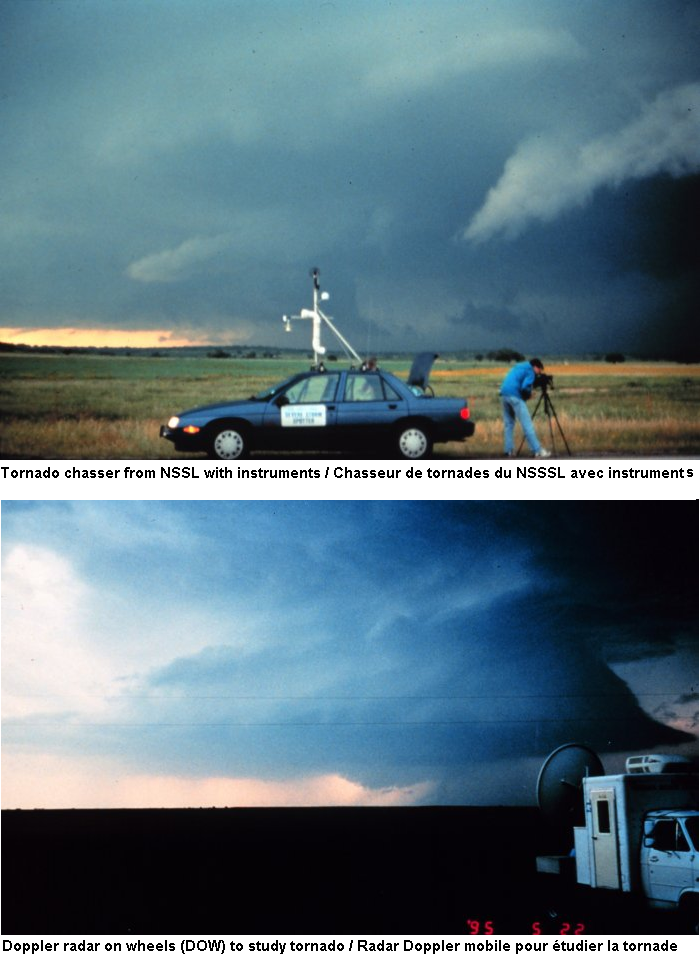
شکارگران توفان در غرب و جنوب ایالات متحده. ۱۹۹۴

تعقیب توفان‌های شدید برای تفریح یا پژوهش علمی را شکار توفان، رهگیری توفان یا توفان‌جویی (انگلیسی: Storm chasing) می‌نامند. به فردی که به دنبال توفان‌هاست شکارگر توفان یا توفان‌جو می‌گویند.
برخی افراد با دستگاه‌های ویژه به دنبال یافتن و ثبت و ضبط وضعیت‌های شدید آب و هوایی هستند. انگیزه این کار می‌تواند کنجکاوی، ماجراجویی، پژوهش علمی، یا پوشش خبری آن وضعیت آب و هوای باشد.
هرچند مشاهده پیچند معمولاً بزرگترین هدف شکارگران توفان است، بسیاری از آنان به دنبال توفان‌های تندری نیز هستند و از دیدن ابر کومه‌ای‌بارا (کمولونیمبوس) و ساختارهای ابری مرتبط با آن به وجد آمده و سعی در ثبت لحظات تگرگ و آذرخش نیز دارند. تعداد دیگری از توفان‌جوها بیشتر به دنبال توفندهای گرمسیری و تنوره‌های دریایی هستند. توفان‌جوها معمولاً درآمدی از این فعالیت خود ندارند به جز کارمندان رسانه و شبکه‌های تلویزیونی که برای پوشش خبری به این محل‌ها می‌روند. برای توفان‌جو بودن هیچ مدرک و جواز خاصی نیاز نیست.
نخستین توفان‌جوی شناخته شده دیوید هودی (۱۹۳۸) است این کار را در داکوتای شمالی به‌طور منظم انجام می‌داد.
او مجله‌ای به نام خط توفان (Storm Track) را بنیاد نهاد و او را پیشگام توفان‌جویی می‌دانند